# 高橋優子 (モデル)
髙橋 優子（たかはし ゆうこ）は、日本のモデル。

## 人物
東京生まれ東京育ち。司会、アナウンス、ラジオレギュラー出演を行う。
うつのみや親善大使。DNAベイスターズ野球女子。地元蒲田と栃木を愛してやまない。
ゼクシィweddingモデル。着物モデル。
着物モデルを中心に“Japan beauty”を日本国内と世界に発信するモデル兼アーティスト。
日本の美しさや魅力を内面と外側の両方から発信している。
書道5段。アメリカ・中国・シンガポール・インドネシア・モルディブ・イタリアなど海外でも撮影経験あり。
アメリカでは「Tokyo Journal」の雑誌撮影も行った。
短大卒業後、大手建設会社にて役員秘書を務め、その後モデルに転向。少し変わった職歴の持ち主。
大学時代のダンスグループ「No.378」のメンバーとして「Sun(サン)」の愛称でも呼ばれる。
歌が好きで、作詞作曲したオリジナル曲でライブも行っている。
写真は撮り手としても、被写体としても活躍中。

## 出演等
- ナースパワーCM
- 松竹梅CM
- 映画「R100」
- ポッキーCM
- ゴルフ雑誌「ALBA」 - 美ゴ女

など

## 写真集
- 髙橋優子写真集『Sunshine』[1]

## 掲載記事
- ビューティーモンスター